# Nürtingen
Nürtingen è un comune tedesco di 40 486 abitanti, situato nel land del Baden-Württemberg.

## Amministrazione

### Gemellaggi
- Pescia